# Aus Rjuriks Leben
Aus Rjuriks Leben (russisch Из жизни Рюрика Is schisni Rjurika) ist ein historisches Drama in fünf Akten, verfasst 1786 von der russischen Kaiserin Katharina II. und zunächst anonym erschienen. Im Mittelpunkt steht Rjurik, der Begründer der Kiewer Rus. Das Stück ist geschrieben „nach Shakespeares Muster ohne Beibehaltung der sonst üblichen Kunstregeln der Schaubühne“. So wird etwa die Einheit des Ortes und der Zeit nicht beachtet.

## Inhalt
Im Angesicht des Todes macht Gostomysl, der Fürst von Nowgorod, sein politisches Testament. Er ernennt seinen Enkel Rjurik, einen Sohn seiner Tochter Umila, zu seinem Nachfolger, und seine beiden Brüder Sineus und Truvor zu Mitherrschern. Sie machen sich von ihrem Herrschaftsgebiet, dem Land der Waräger, auf den Weg nach Nowgorod.
Inzwischen fühlt sich Wadim, Sohn einer jüngeren Tochter von Gostomysl und Fürst der Slowenen (Ilmenslawen), übervorteilt. Er macht seinen Anspruch auf den Thron deutlich, doch der Aufstand wird schnell niedergeschlagen und Wadim verhaftet. Rjurik begnadigt ihn jedoch und Wadim schwört ihm Treue.

## Deutschsprachige Ausgaben
- Historisches Drama nach Shakespears Muster ohne Beibehaltung der sonst üblichen Kunstregeln der Schaubühne, aus Rjuriks Leben. Zweite russische Ausgabe mit Anmerkungen vom General-Major [Iwan] Boltin. St. Petersburg: Kaiserliche Bergschule 1792. (online)
- Katharina-Lesebuch. Literarisches aus der Feder der russischen Zarin Katharina II. Hrsg. von Frank Göpfert. [Wilhelmshorst]: Göpfert 1996. S. 149–179.